# 100 najlepszych słowackich albumów wszech czasów
100 najlepszych słowackich albumów wszech czasów – lista najlepszych albumów muzycznych, wydanych przez słowackich artystów. Zestawienie opublikował dziennik Nový čas 22 września 2007.
Lista składa się wyłącznie z płyt nagranych przez artystów ze Słowacji i wydanych w Czechosłowacji lub Słowacji od lat 60. XX wieku. Dopuszczano płyty ze śpiewem w innym języku, np. po angielsku. 
Zestawienie opierało się na głosach 25 wybranych muzyków, krytyków muzycznych i innych osobistości z branży muzycznej. Każdy z jurorów głosował na dziesięć najważniejszych słowackich płyt z poprzednich czterdziestu lat. 
Zwycięzcą plebiscytu został album Zvoňte, zvonky zespołu Prúdy z 1969. Z kolei najczęściej reprezentowana w zestawieniu była wokalistka, Marika Gombitová, z 6 płytami solowymi i 5 innymi. 
Na liście znalazły się także dwie oryginalne ścieżki dźwiękowe do filmów Neberte nám Princeznú (1980) na 27. miejscu i Fontána pre Zuzanu (1986) na 90. miejscu, a także jeden album koncertowy Live (1973) autorstwa Collegium Musicum na miejscu 89.

## Członkowie jury
| Członkowie jury | Członkowie jury                                        | Członkowie jury                                                                                | Członkowie jury |
| Muzycy i kompozytorzy: | Wydawcy i producenci muzyczni:                         | Dziennikarze radiowi :                                                                         | Recenzenci lub krytycy muzyczni:                                                                                          |
| --- | ------------------------------------------------------ | ---------------------------------------------------------------------------------------------- | --- |
| - Pavol Hammel - Marián Varga - Peter Nagy - Ladislav Lučenič - Tomáš Dohňanský - Roman Galvánek - Branislav Mojsej - Juraj Černý | - Peter Riava - Lenka Slaná - Pavol Repa - Tomáš Zubák | - Milan Urbaník - Miroslav Babják - Roman Bomboš - Eva Bacigálová - Juraj Čurný - Július Kuruc | - Peter Bálik - Bibiana Bombošová - Marián Pavel - Felícia Boronkayová - Peter Derňár - Jozef Kollár - Denisa Vološčuková |

## Statystyki

### Artyści z największą liczbą albumów
- 11 Marika Gombitová – z 6 albumami solowymi, ponadto 2 z grupą Modus, 1 ścieżką dźwiękową i 2 gościnnie z Miro Žbirką
- 9 Pavol Hammel – jeden album solowy, 3 z grupą Prúdy, 2 z Mariánem Vargą, 2 podwójne albumy z Collegium Musicum i 1 z Mariką Gombitovą (jako autor tekstów)
- 7 Janko Lehotský – 3 z grupą Modus, 3 z Mariką Gombitovą i 1 z Collegium Musicum
- 6 Marián Varga – jeden album solowy, 3 z Collegium Musicum, 1 z Pavolem Hammelem i 1 z Prúdy
- 6 Richard Müller – 4 albumy solowe, i 2 z grupą Banket
- 6 Miro Žbirka – 3 albumy solowe, 2 z grupą Modus i jedna ścieżka dźwiękowa
- 6 Jaro Filip – 2 albumy solowe, jeden z Milanem Lasicą i Júliusem Satinskim oraz 3 z Richardem Müllerem
- 5 Dežo Ursiny – 2 albumy solowe, 2 z Ivanem Štrpką i udział na jednej kompilacji

### Liczba albumów z każdej dekady
- Lata 60. – 1 album
- Lata 70. – 13 albumów
- Lata 80. – 35 albumów
- Lata 90. – 27 albumów
- Lata 2000 - 24 albumy

## 100 najlepszych słowackich albumów - pełna lista
| #   | Album                                             | Wykonawca                                      | Rok wydania | Wydawnictwo                        |
| --- | ------------------------------------------------- | ---------------------------------------------- | ----------- | ---------------------------------- |
| 1   | Zvoňte, zvonky                                    | Prúdy                                          | 1969        | Supraphon                          |
| 2   | Konvergencie                                      | Collegium Musicum                              | 1971        | OPUS                               |
| 3   | Bioelektrovízia                                   | Banket                                         | 1986        | OPUS                               |
| 4   | Skúsime to cez vesmír                             | Tublatanka                                     | 1987        | OPUS                               |
| 5   | Valec                                             | IMT Smile                                      | 1998        | Universal                          |
| 6   | Hodina slovenčiny                                 | Elán                                           | 1984        | OPUS                               |
| 7   | Bolo nás jedenásť                                 | Milan Lasica, Julo Satinský i Jaro Filip       | 1981        | OPUS                               |
| 8   | Deň medzi nedeľou a pondelkom                     | Peha                                           | 2005        | B&M                                |
| 9   | Zelená pošta                                      | Pavol Hammel i Marián Varga                    | 1972        | OPUS                               |
| 10  | Ôsmy svetadiel                                    | Elán                                           | 1981        | OPUS                               |
| 11  | Dunajská legenda                                  | Fermata                                        | 1979        | OPUS                               |
| 12  | Team                                              | Team                                           | 1988        | OPUS                               |
| 13  | Žeravé znamenie osudu                             | Tublatanka                                     | 1988        | OPUS                               |
| 14  | Modrý vrch                                        | Dežo Ursiny                                    | 1981        | OPUS                               |
| 15  | Ultrapop                                          | Hex                                            | 1997        | Bonton                             |
| 16  | Nie sme zlí                                       | Elán                                           | 1983        | OPUS                               |
| 17  | Pevnina detstva                                   | Dežo Ursiny                                    | 1987        | OPUS                               |
| 18  | Doktor sen                                        | Miro Žbirka                                    | 1980        | OPUS                               |
| 19  | V cudzom meste                                    | Jana Kirschner                                 | 1999        | Mercury                            |
| 20  | Dievča do dažďa                                   | Marika Gombitová                               | 1980        | OPUS                               |
| 21  | Tublatanka                                        | Tublatanka                                     | 1985        | OPUS                               |
| 22  | Robo Grigorov – Midi                              | Robo Grigorov                                  | 1987        | OPUS                               |
| 23  | Nočná optika                                      | Richard Müller                                 | 1998        | PolyGram                           |
| 24  | Počkám si na zázrak                               | No Name                                        | 2000        | Universal                          |
| 25  | Nohy                                              | Robo Grigorov i Midi                           | 1987        | OPUS                               |
| 26  | Sezónne lásky                                     | Miro Žbirka                                    | 1982        | OPUS                               |
| 27  | Neberte nám princeznú                             | Marika Gombitová, Miro Žbirka i Marie Rottrová | 1980        | BMG                                |
| 28  | Druhá doba?!                                      | Banket                                         | 1988        | OPUS                               |
| 29  | Chráň svoje bláznovstvá                           | Peter Nagy                                     | 1984        | OPUS                               |
| 30  | Mince na dne fontán                               | Marika Gombitová                               | 1983        | OPUS                               |
| 31  | Klik-klak                                         | IMT Smile                                      | 1997        | Škvrna Records                     |
| 32  | Pakáreň                                           | Slobodná Európa                                | 1980        | BMG                                |
| 33  | Nechajte si ju                                    | Vidiek                                         | 1988        | OPUS                               |
| 34  | 33                                                | Richard Müller                                 | 1994        | BMG Ariola                         |
| 35  | Detektívka                                        | Elán                                           | 1984        | OPUS                               |
| 36  | Pelikán                                           | Jana Kirschner                                 | 2002        | Universal                          |
| 37  | 99 zápaliek                                       | Modus                                          | 1981        | OPUS                               |
| 38  | Balady                                            | Robo Grigorov                                  | 2006        | HOME Production                    |
| 39  | Team 3                                            | Team                                           | 1990        | OPUS & Tommü Records               |
| 40  | Bodliak na plavkách                               | Limit, Laco Lučenič                            | 1985        | OPUS                               |
| 41  | Modus                                             | Modus                                          | 1977        | OPUS                               |
| 42  | Part 1                                            | Made 2 Mate                                    | 1993        | Jumbo Records                      |
| 43  | Ateliér duše                                      | Marika Gombitová                               | 1987        | OPUS                               |
| 44  | Momentky                                          | Dežo Ursiny                                    | 1990        | OPUS                               |
| 45  | Veci čo sa dejú                                   | Jana Kirschner                                 | 2003        | Universal                          |
| 46  | ’01                                               | Richard Müller                                 | 2001        | Universal                          |
| 47  | Divergencie                                       | Collegium Musicum                              | 1982        | OPUS                               |
| 48  | Karol Duchoň                                      | Karol Duchoň                                   | 1974        | OPUS                               |
| 49  | Slnečný kalendár                                  | Marika Gombitová                               | 1982        | OPUS                               |
| 50  | O.B.D.                                            | O.B.D.                                         | 1995        | PolyGram                           |
| 51  | Šľahačková princezná                              | Pavol Hammel                                   | 1973        | Supraphon                          |
| 52  | Príbeh                                            | Dežo Ursiny, Ivan Štrpka                       | 1994        | BMG Ariola                         |
| 53  | Ten čo hrával s Dežom                             | Jaro Filip                                     | 1998        | Salvador, OPUS                     |
| 54  | Čardáš dvoch sŕdc                                 | Karol Duchoň                                   | 1976        | OPUS                               |
| 55  | Uhol pohľadu                                      | Desmod                                         | 2006        | Epic, Sony BMG Music Entertainment |
| 56  | ’05                                               | Richard Müller                                 | 2005        |                                    |
| 57  | Horúce hlavy                                      | Bez ladu a skladu                              | 1991        | OPUS                               |
| 58  | Lipa spieva Lasicu                                | Peter Lipa                                     | 2005        | East-West Promotion                |
| 59  | Bezvetrie                                         | Andrej Šeban                                   | 2000        | OPUS                               |
| 60  | Dobré ráno                                        | Vec                                            | 2004        | Escape/EMI                         |
| 61  | Shine                                             | Jana Kirschner                                 | 2007        | Universal                          |
| 62  | Stále tie dni                                     | Marián Varga                                   | 1984        | OPUS                               |
| 63  | ... v najlepších rokoch                           | Peter Lipa                                     | 2001        | Millenium Records                  |
| 64  | Cez okno                                          | Jaro Filip                                     | 1996        | Salvador, OPUS                     |
| 65  | Kolotoč masiek                                    | Gravis                                         | 1989        | OPUS                               |
| 66  | Voľné miesto v srdci                              | Marika Gombitová                               | 1986        | OPUS                               |
| 67  | Xmetov                                            | Bez ladu a skladu                              | 1991        | OPUS                               |
| 68  | Almost True Story                                 | Free Faces                                     | 1998        | Silberman                          |
| 69  | Derylov svet                                      | Desmod                                         | 2003        | BMG Ariola                         |
| 70  | Colors in My Life                                 | Misha                                          | 2002        | Sony BMG                           |
| 71  | Na II. programe sna                               | Pavol Hammel                                   | 1973        | OPUS                               |
| 72  | Keď sa raz oči dohodnú                            | Modus                                          | 1988        | OPUS                               |
| 73  | Aj ty, AYA!?                                      | Aya                                            | 1994        | Jumbo Records                      |
| 74  | Ventil RG                                         | Ventil RG                                      | 1990        | Škvrna Records                     |
| 75  | Marika №5                                         | Marika Gombitová                               | 1984        | OPUS                               |
| 76  | Chýbaš mi...                                      | Robo Grigorov                                  | 1992        | Slovart                            |
| 77  | Nech sa páči                                      | IMT Smile                                      | 2000        | Universal                          |
| 78  | Slowly to the Sun                                 | This Is Kevin                                  | 1999        | Monitor/EMI                        |
| 79  | Chlapčenský úsmev                                 | Vašo Patejdl                                   | 1992        | OPUS                               |
| 80  | Stretnutie s tichom                               | Pavol Hammel                                   | 2000        | OPUS                               |
| 81  | Naspäť na stromy                                  | Peter Lipa                                     | 1995        | East West Productions              |
| 82  | Valec Extra                                       | IMT Smile                                      | 1999        | Universal                          |
| 83  | Do ska                                            | Polemic                                        | 1997        | Musica                             |
| 84  | Krajinou                                          | Peha                                           | 2001        | Sony Music Bonton                  |
| 85  | Beáta                                             | Beáta Dubasová                                 | 1988        | OPUS                               |
| 86  | Modrý album                                       | Miro Žbirka                                    | 2001        | Universal                          |
| 87  | Huascaran                                         | Fermáta                                        | 2001        | OPUS                               |
| 88  | Babylon Hotel                                     | Gladiator                                      | 2000        | Sony Music                         |
| 89  | Live                                              | Collegium Musicum                              | 1973        | Universal                          |
| 90  | Dvaja (Hudba a piesne z filmu Fontána pre Zuzanu) | V. A.                                          | 2001        | Universal                          |
| 91  | Lojzo                                             | Lojzo                                          | 2000        | OPUS                               |
| 92  | Hráč                                              | Pavol Hammel                                   | 1973        | OPUS                               |
| 93  | Brutálna zostava                                  | Para                                           | 2004        | Universal                          |
| 94  | Experiment                                        | Peha                                           | 2003        | Sony Music Bonton                  |
| 95  | Unavení a zničení                                 | Slobodná Európa                                | 1994        | Škvrna Records                     |
| 96  | Fufu                                              | Divná zostava                                  | 2000        | Universal                          |
| 97  | Svetlo na druhom brehu                            | Metalinda                                      | 1992        | Popron                             |
| 98  | Entirely Good                                     | Zuzana Smatanová                               | 2003        | Epic                               |
| 99  | Ježiš Kristus nosí krátke nohavice                | Hex                                            | 1992        | Bonton                             |
| 100 | Svadba čertov                                     | Money Factor                                   | 2004        | Tommü Records, Forza Music         |